# Cauby - Começaria tudo outra vez
Cauby - Começaria tudo outra vez é um filme brasileiro de 2015, do gênero documentário, dirigido por Nelson Hoineff.
O longa aborda momentos decisivos da vida e da carreira de Cauby Peixoto. Além de entrevistas e registros de shows do cantor, o filme utiliza depoimentos de fãs e de artistas como Maria Bethânia, Emílio Santiago, Agnaldo Timóteo e Agnaldo Rayol, além dos pesquisadores Ricardo Cravo Albin e Rodrigo Faour.